# Monofonia (akustyka)

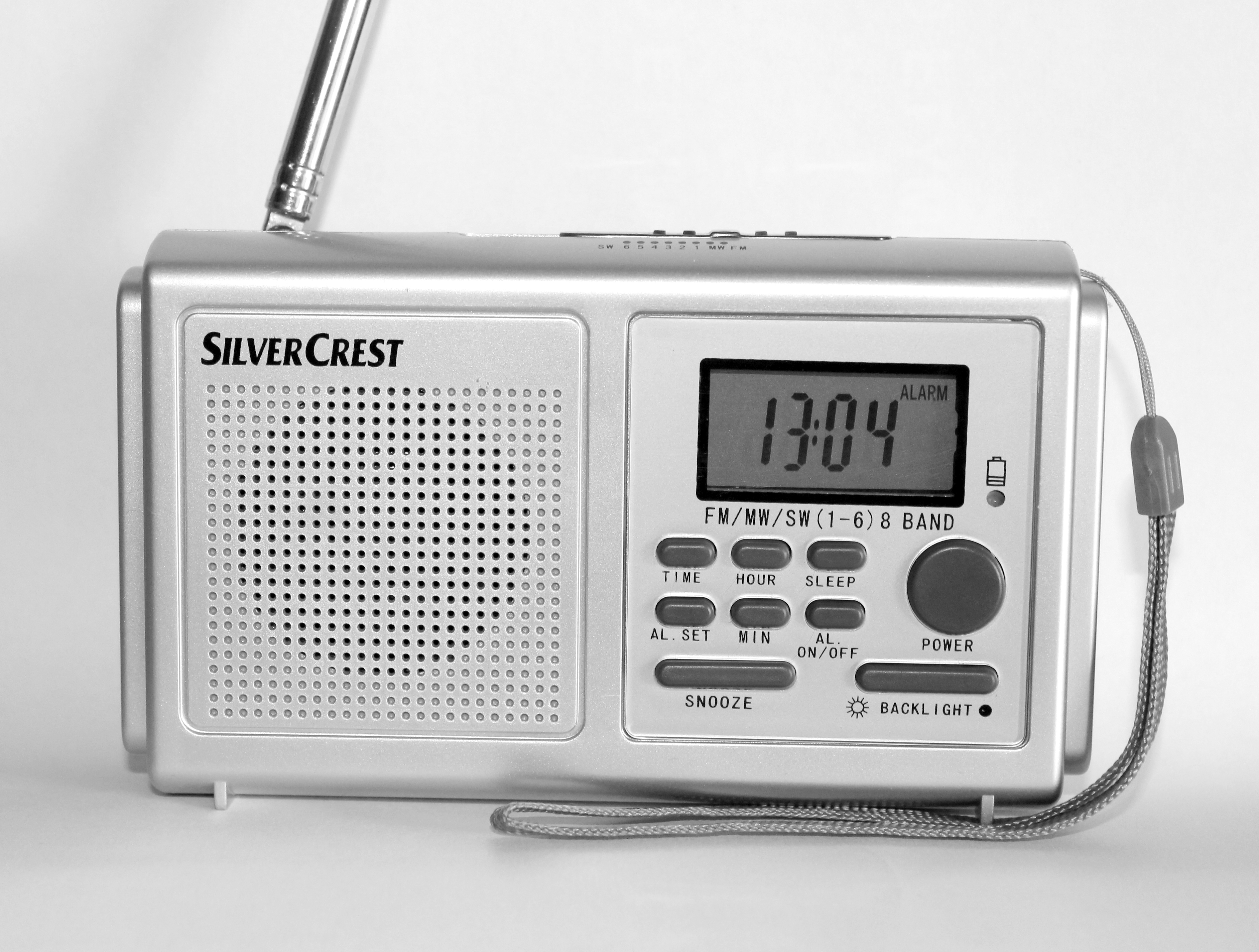
Monofoniczny radioodbiornik

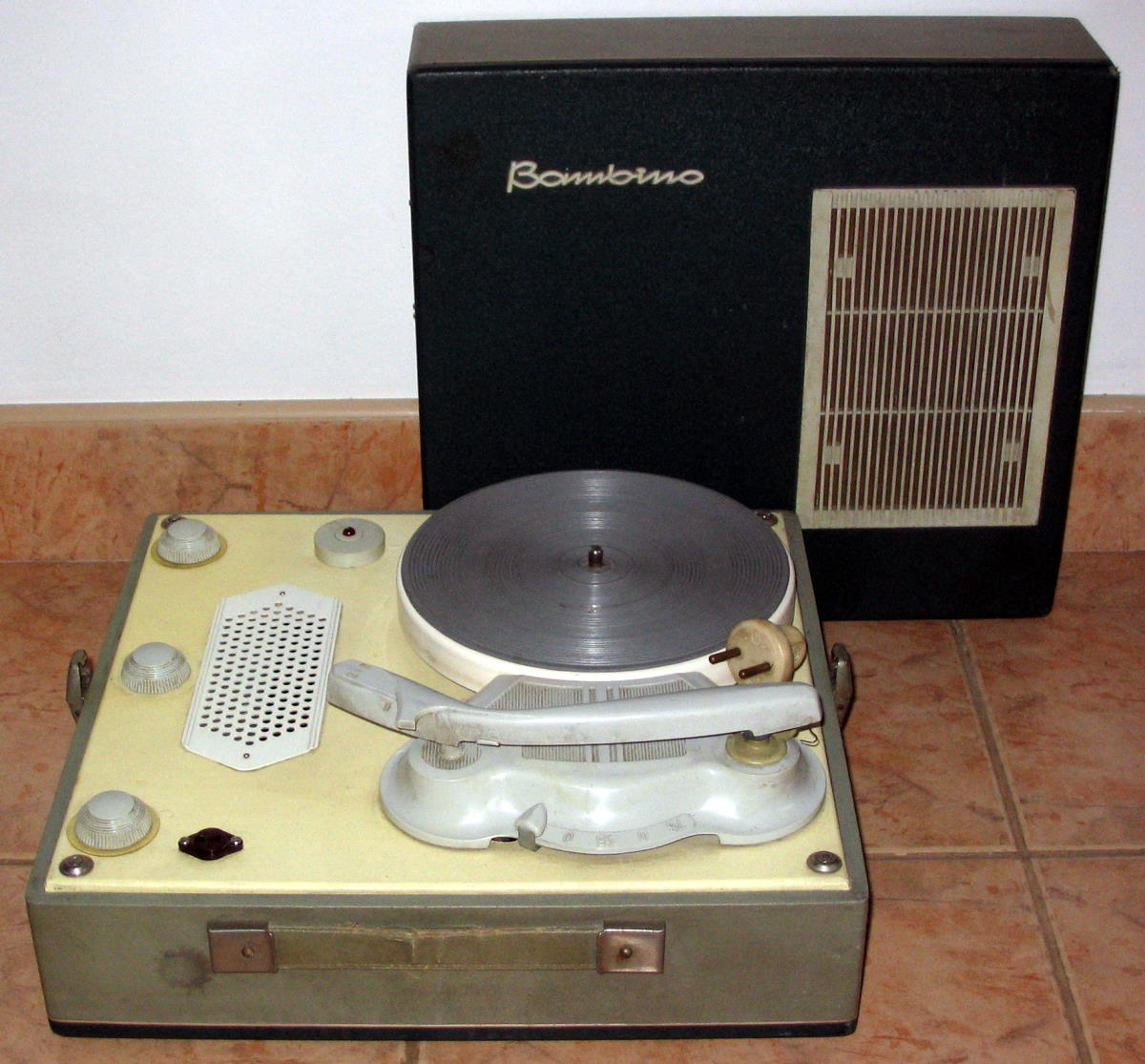
Monofoniczny gramofon Bambino

Monofonia (pot. mono z gr. μόνος „jedyny” i gr. φωνή „dźwięk, ton, głos”) – sposób zapisu i odtwarzania nagrań dźwiękowych.
W systemie monofonicznym stosuje się jeden kanał zapisu dźwięku. Do jego odtworzenia wystarczy jeden głośnik oraz monofoniczny wzmacniacz elektroakustyczny. Dźwięk zapisany w ten sposób nie jest dźwiękiem przestrzennym, w odróżnieniu od dźwięku stereofonicznego.
System monofoniczny jest powszechnie stosowany w systemach nagłośnienia przemysłowego, w radiofonii wykorzystującej fale długie, średnie i krótkie (AM). Był również stosowany w telewizji niemal do końca XX w.  Ten sposób odtwarzania stosowany jest jeszcze w najtańszych konstrukcjach, tzw. „radiach kuchennych”, oraz w krótkofalówkach i CB radiach. Telefonia analogowa oraz cyfrowa, np. GSM, stosuje sygnał monofoniczny do realizowania rozmów telefonicznych.
Dźwięk nagrany w systemie mono można odtworzyć również na sprzęcie stereo, lecz dźwięk ten jest wówczas nadal monofoniczny. Ponadto większość systemów przesyłu dźwięku stereo umożliwia ich odtwarzanie za pomocą odbiornika monofonicznego, wówczas odtworzony dźwięk także jest monofoniczny.
Termin monofonia (w opozycji do polifonii) odnosi się również do urządzeń generujących dźwięki np. syntezatorów, układów generowania dźwięku w komputerach (PC Speaker) i telefonach komórkowych – szczególnie starszych modelach, które są w stanie emitować dźwięki zawierające jedynie ton podstawowy, bez składowych harmonicznych.